# Campionati italiani di triathlon cross country del 2007
I Campionati italiani di triathlon cross country del 2007 (III edizione) sono stati organizzati dalla Federazione Italiana Triathlon e si sono tenuti a Cala Ginepro in Sardegna, in data 26 maggio 2007.
Tra gli uomini ha vinto Gianpietro De Faveri (G.P. Triathlon), mentre la gara femminile è andata per la terza volta consecutiva a Stefania Bonazzi (Silca Ultralite).
La competizione si è svolta all'interno della rassegna internazionale "X-Terra Italy" vinta dal francese Olivier Marceau e dall'ungherese Eszter Erdelyi.

## Risultati

### Élite uomini
| Pos. | Atleta                | Società sportiva             | Nuoto    | Bici     | Corsa    | Totale   |
| ---- | --------------------- | ---------------------------- | -------- | -------- | -------- | -------- |
|      | Gianpietro De Faveri  | G.P. Triathlon               | 00:17:13 | 01:30:22 | 00:38:33 | 02:27:31 |
|      | Fabrizio Baralla      | Jhonny Tri Forhans           | 00:17:37 | 01:36:54 | 00:39:09 | 02:34:52 |
|      | Luca Molteni          | Ironlario Triathlon Club     | 00:20:48 | 01:35:47 | 00:45:27 | 02:43:25 |
| 4    | Giuseppe Solla        | Mens Sana                    | 00:20:35 | 01:39:39 | 00:41:47 | 02:43:37 |
| 5    | Alessandro Putzolu    | Villacidro Triathlon         | 00:20:37 | 01:42:51 | 00:39:25 | 02:45:08 |
| 6    | Davide Ballabio       | Ironlario Triathlon Club     | 00:19:06 | 01:42:13 | 00:41:36 | 02:45:42 |
| 7    | Cristiano Marchesin   | Los Tigres                   | 00:19:41 | 01:41:08 | 00:44:09 | 02:46:55 |
| 8    | Simone Calamai        | Firenze Triathlon            | 00:21:16 | 01:42:30 | 00:41:25 | 02:46:58 |
| 9    | Matteo Marchisio      | T.M.T.                       | 00:20:23 | 01:43:44 | 00:42:19 | 02:49:22 |
| 10   | Roberto Tedde         | Minerva Roma                 | 00:20:38 | 01:47:37 | 00:42:31 | 02:52:26 |
| 11   | Giovanni Portoghese   | Molinari Triathlon Team Como | 00:22:13 | 01:44:25 | 00:44:28 | 02:52:48 |
| 12   | Martino Colosi        | SBR3 Triathlon               | 00:21:41 | 01:43:30 | 00:46:36 | 02:53:51 |
| 13   | Giorgio Innocenti     | Torrino Triathlon Team       | 00:23:14 | 01:42:57 | 00:46:40 | 02:55:30 |
| 14   | Alessandro Alessandri | T.D. Rimini                  | 00:22:53 | 01:53:34 | 00:37:03 | 02:55:54 |
| 15   | Domenico Penta        | Lazio Triathlon              | 00:22:13 | 01:47:23 | 00:44:42 | 02:56:09 |
| 16   | Antonello Pallotta    | New Green Hill               | 00:20:36 | 01:46:19 | 00:47:54 | 02:56:37 |
| 17   | Jimmi Pellegrini      | Triathlon Alto Adige         | 00:28:10 | 01:44:24 | 00:42:59 | 02:57:38 |
| 18   | Dino Nico Valsesia    | Poletti                      | 00:30:06 | 01:40:35 | 00:44:19 | 02:58:13 |
| 19   | Stefano Emanuele      | Pianeta Acqua                | 00:22:27 | 01:46:56 | 00:47:28 | 02:58:32 |
| 20   | Riccardo Rosselli     | Nuoto Livorno 3              | 00:23:00 | 01:47:35 | 00:48:31 | 03:01:01 |

### Élite donne
| Pos. | Atleta              | Società sportiva        | Nuoto    | Bici     | Corsa    | Totale   |
| ---- | ------------------- | ----------------------- | -------- | -------- | -------- | -------- |
|      | Stefania Bonazzi    | Silca Ultralite         | 00:21:52 | 01:54:53 | 00:45:56 | 03:04:25 |
|      | Valeria Curridori   | Villacidro Triathlon    | 00:23:47 | 02:13:40 | 00:50:45 | 03:30:12 |
|      | Stefania Pacca      | Lazio Triathlon         | 00:30:05 | 02:16:19 | 00:47:05 | 03:36:37 |
| 4    | Marika Ganci        | Fumane Triathlon Zenage | 00:26:23 | 02:18:46 | 00:57:19 | 03:45:20 |
| 5    | Elisabetta Mosso    | Mens Sana               | 00:26:20 | 02:23:41 | 00:53:08 | 03:46:08 |
| 6    | Grazia Toller       | CUS Trento CTT          | 00:25:27 | 02:18:24 | 00:59:49 | 03:46:16 |
| 7    | Cristina Sonzogni   | Steel Triathlon Bergamo | 00:26:26 | 02:22:39 | 00:56:09 | 03:47:05 |
| 8    | Federica Porcu      | Sinis Oristano          | 00:28:34 | 02:28:08 | 00:53:04 | 03:51:26 |
| 9    | Monica Lonardi      | Fumane Triathlon Zenage | 00:24:09 | 02:27:57 | 00:59:41 | 03:56:10 |
| 10   | Katiuscia Mocci     | Fuel Triathlon          | 00:28:59 | 02:27:40 | 01:02:09 | 04:02:10 |
| 11   | Silvia Fiandino     | Torino 3                | 00:30:18 | 02:22:55 | 01:04:03 | 04:05:51 |
| 12   | Roberta Tagliaferri | Rari Nantes             | 00:25:18 | 02:44:33 | 00:54:58 | 04:07:33 |
| 13   | Roberta Pittau      | Villacidro Triathlon    | 00:28:25 | 02:32:00 | 01:06:56 | 04:10:10 |
| 14   | Gigliola Colautti   | CUS Udine               | 00:33:21 | 02:38:24 | 01:01:51 | 04:17:04 |
| 15   | Edwige De Mattia    | CUS Udine               | 00:26:45 | 02:52:20 | 00:55:27 | 04:18:08 |